# Ентоні Джошуа
Ентоні Джошуа  (англ. Anthony Joshua, 15 жовтня 1989) — британський боксер-професіонал, що виступає у важкій вазі. Олімпійський чемпіон у надважкій вазі 2012 року. Найперспективніший боксер року за версією авторитетного журналу «Ринг» (2014). Колишній чемпіон світу з боксу у важкій ваговій категорії за версіями IBF (2016 — 2019, 2019 — 2021), WBA Super (2017 — 2019, 2019 — 2021), IBO (2017 — 2019, 2019 — 2021) і WBO (2018—2019, 2019 — 2021). Загалом переміг 9 бійців за титул чемпіона світу у важкій вазі. Безперервно входить у десятку найкращих важковаговиків світу за підсумком року за версією BoxRec з 2014, зайнявши перше місце в 2016 та 2017 рр.

## Ранні роки
Ентоні Джошуа народився у Вотфорді в сім'ї нігерійських іммігрантів. Мати Ета Одусаніі — соціальний працівник, нігерійка, батько — має нігерійські та ірландське коріння. Брат Джакоб Джошуа, сестри Лоретта Джошуа та Джанет Джошуа.
Кілька років Джошуа прожив разом зі своїми батьками у Нігерії, але потім повернувся до Британії та вчився у школі Кінгс Ленглі. Друзі та вчителі називали Джошуа «Фемі», посилаючись на його друге ім'я — Олувафемі. У дитинстві Джошуа дуже вирізнявся серед своїх однолітків грою у футбол та атлетичними здібностями і навіть пробігав стометрівку за 10,8 секунди. Після закінчення школи пішов працювати на цегельний завод у рідному Вотфорді.
Його бої відвідує тренер «Роми» Жозе Моурінью, а на тренування з боксу заглядав актор Двейн Джонсон. Зустріч із Ленноксом Льюїсом на початку 2014-го надихнула Ентоні грати в шахи, щоб розвивати мислення.

## Любительська кар'єра
Джошуа почав займатися боксом з 2007 року у віці 18 років, куди привів його кузен. Займався в клубі Finchley ABC, Барнет, північний Лондон, де також займається Дерек Чісора.

### Основні моменти аматорської кар'єри

#### 2009 рік
Боксує в надважкій вазі. Результати:
- Поразка від Ділліан Вайт (Велика Британія) — UD-3

#### 2010 рік
Виграв Національний чемпіонат ABA в Бетнал Грін, Лондон у надважкій вазі. Результати:
- Виграв у Кріс Дафф (Велика Британія) — WO
- Виграв у Сімон Хадден (Велика Британія) — WO
- Виграв у Домінік Вінров (Острів Мен) — RSC-1

Виграв Національний турнір Герінгей у Герінгей, Лондон у надважкій вазі. Результати:
- Виграв в Отто Валліна (Швеція) — PTS

#### 2011 рік
Виграв Національний чемпіонат ABA в Колчестер, Лондон у надважкій вазі. Результати:
- Виграв у Файз Абоаді Аббас (Велика Британія) — PTS (24-15)

Зайняв 7-ме місце на 39-му Чемпіонаті Європи в Анкара, Туреччина в надважкій вазі. Результати:
- Виграв в Ерік Бречлін (Німеччина) — PTS (23-16)
- Виграв у Катал Макмонагл (Ірландія) — PTS (22-10)
- Поразка від Міхаю Ністору (Румунія) — RSCH-3

Чемпіонат світу 2011 року:
- 1/32 фіналу. Переміг Таріка Абдула Хакк (Тринідад і Тобаго) — RSCI-3
- 1/16 фіналу. Переміг Хуана Ісідро Іракета (Мексика) — PTS (22-10)
- 1/8 фіналу. Переміг Мохамед Арджауї (Марокко) — PTS (16-7)
- 1/4 фіналу. Переміг Роберто Каммарелле (Італія) — PTS (15-13)
- 1/2 фіналу. Переміг Еріка Пфайфера (Німеччина) — RSCI-1
- Фінал. Програв Магомедрасулу Маджидову (Азербайджан) — PTS (22-21)

#### 2012 рік
Літні Олімпійські ігри 2012 року:
- 1/8 фіналу. Переміг Ерісланді Савона (Куба) PTS (17-16)
- 1/4 фіналу. Переміг Джанг Джілея (Китай) PTS (15:11)
- 1/2 фіналу. Переміг Івана Дичка (Казахстан) PTS (13-11)
- Фінал. Переміг Роберто Каммарелле (Італія) PTS (+18-18)

## Професійна кар'єра
Восени 2013 року Джошуа перейшов у професійний бокс і уклав контракт з Едді Гірном (Matchroom Sport). Дебют відбувся 5 жовтня 2013 року проти непереможного Емануеле Лео, у якого вже було 8 боїв. Джошуа нокаутував противника в 1-му раунді.
Перші 6 поєдинків британець провів із маловідомими бійцями, здобувши в усіх боях перемогу нокаутом у ранніх раундах.
У липні 2014 року зустрівся з досвідченим ексчемпіоном Британської Співдружності Меттом Скелтоном. У 2-му раунді Джошуа відправив суперника в нокдаун. Скелтон насилу підвівся на рахунок 9. Джошуа продовжив атакувати і знову потряс Метта. Рефері, бачачи, що Скелтон не спроможний протистояти Джошуа, припинив поєдинок.
11 жовтня 2014 року в бою проти Дениса Бахтова завоював вакантний титул WBC International.

### Дебют на PPV
22 листопада 2014 року переміг технічним нокаутом у 1-му раунді ветерана Майкла Спротта. У цьому бою Джошуа вперше виступив на платному телебаченні в андеркарті реваншу Тоні Белью — Нейт Клеверлі.
У 2015 році здолав Джейсона Гаверна і Рафаеля Зумбано Лове.

### Бій із Кевіном Джонсоном
30 травня 2015 року зустрівся з колишнім претендентом на титул чемпіона світу, американцем Кевіном Джонсоном. Спочатку бій планувався на 31 січня, але Джошуа зазнав травми спини, і бій був перенесений. У кінці 1-го раунду Джошуа відправив Джонсона в нокдаун (другий у його кар'єрі). Джонсон підвівся, але Джошуа комбінацією відправив його у другий нокдаун. Пролунав гонг. Рефері дозволив Джонсону продовжити бій.
У 2-му раунді Джошуа влаштував добивання враженого суперника. Рефері припинив бій. Джонсон зазнав першої і єдиної дострокової поразки в кар'єрі. Після цього бою Джошуа піднявся на 2-гу сходинку рейтингу WBC, а Джонсон завершив спортивну кар'єру.

### Бій із Гері Корнішем
12 вересня 2015 року був запланований 12-раундовий бій Ентоні Джошуа з поляком Маріушем Вахом. Заради повноцінної підготовки Джошуа вирішив відмовитися від проміжного поєдинку, який був призначений на 18 липня, і сконцентрувався на підготовці до бою з Вахом. Але оскільки промоутери боксерів не змогли дійти згоди стосовно фінансів, бій не відбувся. На ринг проти Джошуа того дня вийшов інший непереможний британський боксер Гері Корніш.
Уже в 1-му раунді Джошуа відправив суперника в нокаут, завдавши йому першої поразки. Для Джошуа це був перший «повноформатний» (розрахований на 12 раундів) поєдинок у кар'єрі.

### Бій із Ділліаном Вайтом
12 грудня 2015 року відбувся поєдинок між непереможними Ентоні Джошуа і колишнім чемпіоном Європи з кікбоксингу Ділліаном Вайтом за титули чемпіона Великої Британії та Британської Співдружності. Цей бій позиціонувався як матч-реванш, оскільки спортсмени зустрічалися в любителях, і тоді перемогу здобув Вайт.
Бій почався без розвідки: суперники дуже активно взялися до бою і з перших секунд пішли в розмін ударами. У кінцівці 1-го раунду Джошуа дуже захопився атакою і завдав удару вже після гонгу, після чого Вайт кинувся йому відповідати (злегка дісталося навіть судді). Через це на ринг вибігли всі, хто перебував у кутах рингу, і могла початися масова бійка, але її вдалося уникнути.
У 2-му раунді Ентоні, захопившись атакою, пропустив важкий лівий хук від Ділліана, але зміг встояти. Вайт щосили намагався добити Джошуа, але безрезультатно.
Після 2-го раунду Джошуа зробив висновки і став вести бій обдуманіше й обережніше. Вайт іноді серйозно в нього влучав, хоча сам Ентоні робив це набагато частіше. Кульмінація поєдинку настала в 7-му раунді, коли Джошуа вдалося завдати сильного удару — правий боковий у скроню, після якого Ділліан сильно похитнувся. Ентоні кинувся на добивання і в одній із серій провів точний правий аперкот, після якого Вайт впав на настил рингу і ще довго не міг підвесися.
Для Ділліана ця поразка стала першою в професійній кар'єрі. Після бою Джошуа заявив, що готовий дати реванш Вайту.

### Бій із Чарльзом Мартіном
9 квітня 2016 року в Лондоні Джошуа зустрівся з чемпіоном світу за версією IBF американцем Чарльзом Мартіном. Джошуа з 1-го раунду захопив ініціативу, завдаючи потужні одиночні удари справа з дистанції, Мартін виглядав розгубленим.
На початку 2-го раунду Джошуа правим джебом відправив чемпіона в нокдаун. Мартін піднявся на рахунок «дев'ять». Джошуа пішов в атаку і знову відправив суперника на настил рингу. Мартін зумів піднятися на рахунок «десять». Рефері зупинив поєдинок.
Джошуа став новим чемпіоном світу у важкій вазі за версією IBF. Слід зауважити, що цей бій запропонувала провести команда Мартіна, який до бою з Джошуа не знав поразок. Це був не обов'язковий, а добровільний захист чемпіонського титулу. Іншими словами, команда Мартіна була впевнена в його перемозі.
Незабаром після цього бою Джошуа підписав контракт із телеканалом Showtime.

### Бій із Домініком Брізілом
25 червня 2016 року в Лондоні Джошуа зустрівся з непереможним американцем Домініком Брізілом (17-0, 15 КО). Для Джошуа це був перший захист чемпіонського титулу. Брізіл заявляв, що гарантовано відбере у Джошуа титул. Але в бою вже з 1-го раунду Джошуа мав явну перевагу, а Брізіл весь час запізнювався, не встигаючи за швидкістю Джошуа. Хоча Брізіл і витерпів велику кількість точних влучань і зумів перевести бій у другу половину, на самому початку 7-го раунду Джошуа відправив його на настил рингу. Той піднявся, але після ще одного нокдауну бій був зупинений.

### Бій із Еріком Моліною
У рамках 2-го титульного захисту Джошуа зустрівся з Еріком Моліною (25-4, 19 КО). Багато хто вважав, що Моліна зможе чинити опір Джошуа, оскільки раніше зумів доставити деякі проблеми чемпіону Деонтею Вайлдеру.
У 1-му раунді Моліна настільки побоювався чемпіона, що за весь раунд ледь викинув більше одного силового удару. Джошуа не форсував події, пристрілювався і пару раз чиркнув по обличчю противника котячим бічним зліва.
У 2-му раунді Еріку знадобилося вміння тримати удар: кілька плюх він пропустив, але без катастрофічних наслідків. Ентоні не поспішав і чекав можливості завдати разючого удару.
У 3-му раунді Джошуа правим прямим відправив Моліну на настил у кутку. Претендент насилу підвівся на ноги, щоб через кілька секунд отримати запис «поразки» в послужний список — рефері дав відмашку, коли Джошуа вліпив противнику кілька точних ударів, і той повис на канатах.

### Бій із Володимиром Кличко
29 квітня 2017 року Джошуа технічним нокаутом в 11-му раунді виграв чемпіонський бій з екс-чемпіоном Володимиром Кличком, захистивши титул IBF та завоювавши вакантні титули WBA і IBO.
У 5-му раунді Ентоні відправив українця у нокдаун, а у 6-му вже сам побував у нокдауні після потужного прямого правою.
В 11-му раунді Кличко уповільнився, що дало Джошуа змогу кинутися в атаку й піймати Володимира на жорсткий аперкот, після якого він провів ще кілька ударів, і Кличко вдруге побував у нокдауні. З труднощами Володимир продовжив бій, і Ентоні, кинувшись на добивання, знов надіслав його у нокдаун. Стало зрозуміло, що переможцем цього бою стане молодший боксер. Кличко дивом піднявся, щоб продовжити бій, але Джошуа затис його біля канатів і вже не відпустив. Рефері припинив побиття, зафіксувавши технічний нокаут.

### Бій із Карлосом Такамом
28 жовтня 2017 року Джошуа здійснив захист поясу чемпіона світу за версією IBF проти претендента Карлоса Такама. Цей бій міг не відбутися, адже спочатку була укладена угода про захист титулу чемпіона світу по версії IBF від обов'язкового претендента на цей титул болгарина Кубрата Пулева. Але у зв'язку із травмою останнього було вирішено замінити травмованого претендента на камерунця Карлоса Такама.
З 1-го раунду Джошуа діяв дуже обережно, переважно захищаючись і пристрілюючись з дальньої дистанції.
У 2-му раунді після неприємного зіткнення головами у Джошуа носом пішла кров, і в перерві між 2-м і 3-м раундами катмен британця мав роботу.
4-й раунд минув досить спокійно. Такам, як і раніше, був активним на ближній і середній дистанції, а Джошуа спокійно й розмірено намагався працювати на дальній, створюючи дискомфорт набагато нижчому Такаму. У 4-му раунді британська публіка була впевнена, що от-от Карлос Такам впаде, адже Ентоні влаштував у ринзі справжнісіньке пекло для гостя. Той навіть торкнувся рукавицею настилу рингу, але вмить встав.
Після середини бою Такам помітно виснажився і сповільнився. Давалося взнаки розсічення над правою бровою, через яке теж ледь не зупинили бій. У «чемпіонських» раундах сам чемпіон виглядав уже менш грізно, а Такам став на диво активним. Закривавлений і виснажений, він йшов у відкритий бій, і в 10-му раунді, пропустивши кілька потужних ударів від Джошуа, француз оторопів від відмашки рефері. Карлос Такам навряд чи в той момент виглядав враженим, однак таким було рішення рефері — ТКО 10.

### Бій із Джозефом Паркером
У своєму 21-му поєдинку Джошуа, який володів поясами WBA, IBF i IBO, зустрівся з непереможним володарем титулу чемпіона світу по версії WBO Джозефом Паркером. Початкові раунди пройшли доволі обережно та за невеликої переваги Джошуа. Після екватора бою обидва боксери почали подекуди діяти розкутіше. Британець спочатку дещо віддав ініціативу, однак ближче до завершальних раундів знову виглядав кращим за свого суперника, який моментами показував наскільки у нього міцне підборіддя, а також намагався відповідати своїми випадами. Під час вирішальних трьохвилинок Джошуа намагався з усіх сил завершити поєдинок достроково, але міцний новозеландець таки вистояв, не давши відправити себе навіть у нокдаун. Утім, це не врятувало його від першої поразки на професійному ринзі, яку йому присудили судді.
Уперше Ентоні провів увесь відведений час бою, не закінчивши його достроково. Таким чином, Джошуа об'єднав майже усі титули в хевівейті. Після цього поєдинку Джошуа почав володіти титулами WBA, IBF, IBO та WBO.

### Бій із Олександром Повєткіним
22 вересня 2018 року відбувся бій Джошуа проти росіянина Олександра Повєткіна. Повєткін дуже активно розпочав бій і навіть зміг потрясти Джошуа в 1-му раунді, але поступово почав уповільнюватися, і Джошуа став діяти впевненіше. У 7-му раунді після потужної «двійки» Повєткін опинився у нокдауні, а відразу ж після продовження бою Ентоні добив його.

### Перший бій із Енді Руїзом
У лютому 2019 року Ентоні Джошуа і його промоутер Едді Гірн офіційно оголосили, що наступний бій Джошуа проведе вперше за межами Великої Британії, а саме у Нью-Йорку, США 1 червня проти непереможного американця Джаррела Міллера.
У квітні 2019 року у розпал підготовки до бою стало відомо, що Міллер провалив допінг-тест, і Атлетична комісія Нью-Йорка відмовила йому у видачі ліцензії на бій. За іронією, раніше саме Міллер звинувачував Джошуа у використанні заборонених препаратів.
У команді Джошуа почали шукати заміну для Міллера. Суперником для Ентоні на 1 червня обрали американця мексиканського походження Енді Руїза, що мав на той момент лише одну поразку у 33 боях і жодного разу не був у нокдауні.
Бій на Медісон-сквер-гарден став головним апсетом 2019 року. На перемогу американця букмекери приймали ставки з коефіцієнтом 25:1, тобто не давали Руїзу майже жодних шансів. Ішлося скоріше про те, скільки раундів протримається Руїз до дострокової зупинки бою.
Поєдинок розпочався згідно прогнозів. Джошуа тримав суперника на дистанції, а в 3-му раунді відправив його в нокдаун. Але трапилося неймовірне: Джошуа кинувся добивати суперника, але через кілька секунд сам опинився в нокдауні. Після серії розмінів у тому ж раунді мексиканець вдруге відправив Ентоні у нокдаун.
Після більш-менш рівного протистояння бійців у наступних трьох раундах у 7-му наступила розв'язка. Спочатку Ентоні втретє опинився на настилі рингу, але зумів піднятися, а в середині раунду Руїз провів серію акцентованих ударів, після якої Джошуа впав учетверте. Він піднявся і пішов у кут рингу, але виглядав ошелешеним. Рефері запитав, чи готовий він продовжити бій, на що Джошуа відповів ствердно, але, мабуть, непереконливо. Рефері зупинив бій, зафіксувавши технічний нокаут.
На момент зупинки бою Джошуа програвав на картках двох суддів. Він зазнав першої поразки у профкар'єрі і втратив титули IBF, WBA, WBO і IBO, а Руїз став першим мексиканським чемпіоном у важкій вазі. За перемогу Руїз отримав 5,6 млн євро, що в чотири рази менше, ніж отримав Джошуа за поразку — 22,5 млн євро.

### Другий бій із Енді Руїзом
7 грудня 2019 року у Ед-Дірійя, поблизу Ер-Ріяда, Саудівська Аравія на новозбудованій Дірійя Арені пройшов реванш Ентоні Джошуа — Енді Руїз. Джошуа підійшов до реваншу на 4,4 кг легшим, ніж у першому протистоянні, а Руїз, навпаки, на 7 кг важчим. Різниця у вазі між суперниками склала більше ніж 20 кг, тож у бою Ентоні, включивши «бігунка» і постійно використовуючи джеб, показав розумний, але невидовищний бокс, який приніс йому перемогу одностайним рішенням суддів і повернув титули чемпіона WBA Super, WBO, IBF і IBO.
За цей бій Джошуа отримав рекордний гонорар — 85 млн дол..

### Бій із Кубратом Пулевим
12 грудня 2020 року Джошуа провів захист поясу чемпіона світу за версією IBF проти обов'язкового претендента болгарина Кубрата Пулева. Бій, у якому Пулев у 3-му раунді двічі побував у нокдауні, закінчився нокаутом болгарина в 9-му раунді.

### Перший бій з Олександром Усиком
25 вересня 2021 року в Лондоні на стадіоні футбольного клубу «Тоттенгем» відбувся професійний боксерський поєдинок із колишнім абсолютним чемпіоном у першій важкій вазі та обов'язковим претендентом WBO у важкій вазі українським боксером Олександром Усиком.
За оцінками фахівців, Ентоні Джошуа був фаворитом, але в бою був малорухливим, викидав мало ударів, віддавши ініціативу та перевагу претенденту, який регулярно влучав по чемпіону. Поєдинок завершився перемогою Олександра Усика одностайним рішенням суддів. Джошуа вдруге втратив титули IBF, WBA, WBO і IBO, а Олександр Усик став новим об'єднаним чемпіоном.

### Другий бій з Олександром Усиком
За умовами контракту Джошуа мав право на негайний без проміжних боїв реванш з Усиком. Спочатку датою реваншу називали кінець квітня 2022 року. Але після російського вторгнення в Україну у лютому Олександр вступив до територіальної оборони, і питання реваншу стало невизначеним. Усе ж у березні Усик повідомив, що вирішив виїхати з України і розпочати підготовку до бою. Датою поєдинку планувся кінець червня, потім — середина липня, але остаточно було прийняте рішення про проведення бою 20 серпня 2022 року у Джидді, Саудівська Аравія.
Одразу після поразки від Усика Джошуа відмовився від послуг свого тренера Роба Маккракена. У березні 2022 року Джошуа повідомив, що новим головним тренером буде колишній помічник Маккракена Анхель Фернандес. У травні до тренувального табору британця долучився відомий американський тренер Роберто Гарсія.
У реванші Ентоні виглядав набагато краще, ніж у першому бою. У 8-му раунді йому вдалося донести кілька потужних ударів у корпус Усика, а в 9-му Джошуа вдалося потрясти суперника, та все ж українець встояв, а в заключних раундах переломив бій на свою користь. Розділеним рішенням суддів перемогу з рахунком 115:113, 113:115, 116:112 святкував Олександр. Після оголошення результату Джошуа підняв український прапор разом з Усиком. Пізніше, з емоційним сплеском зробив промову на честь Олександра та його відданості своїй справі на честь України, попросивши публіку підтримати опонента аплодисментами.
Після другої поразки від Олександра Усика Джошуа знов змінив тренера, обравши Дерріка Джеймса (США), з яким здобув дві перемоги. 1 квітня 2023 року переміг одностайним рішенням  Джермейна Франкліна (США),
а 12 серпня 2023 року нокаутував у сьомому раунді Роберта Геленіуса (Фінляндія).
Попередньо Ентоні 12 серпня мав битися з Ділліаном Вайтом, але за кілька днів до бою стало відомо, що Вайт провалив допінг-тест. У команді Джошуа термінову заміну Вайту знайшли в особі Роберта Геленіуса.
23 грудня 2023 року відбувся бій Джошуа з Отто Валліном (Швеція). До цього поєдинку британця готував знов новий тренер: через те, що Деррік Джеймс був зайнятий роботою з Раяном Гарсія, обов'язки тренера виконував Бен Девісон (Велика Британія). Поєдинок Джошуа з Валліном завершився  відмовою від продовження бою шведа після п'ятого раунду.

### Джошуа проти Нганну
Наступним суперником Джошуа попередньо мав стати Деонтей Вайлдер (США), але той зазнав несподіваної поразки від Джозефа Паркера (Нова Зеландія), і Ентоні домовився про бій з камерунцем Франсісом Нганну, який добре показав себе в попередньому бою проти чемпіона світу Тайсона Ф'юрі. До поєдинку, який відбувся 8 березня 2024 року, Джошуа підійшов більш відповідально, ніж Ф'юрі, і не надав камерунцю жодного шансу. Нганну вперше опинився в нокдауні у першому раунді, а у другому після другого нокдауну був брутально нокаутований.

## Антропометричні дані
- Зріст — 198 см.
- Вага — 118 кг.
- Біцепс — 49 см.

## Спортивні досягнення

### Титули

#### Аматорські
- 2010—2011 —  Чемпіон Англії за версією ABAE (91+)
- 2011 —  Срібний призер чемпіонату світу (91+)
- 2012 —  Олімпійський чемпіон (91+)

#### Професійні регіональні
- 2014—2016  Інтернаціональний чемпіон за версією WBC
- 2015—2016  Чемпіон Великої Британії за версією BBBofC
- 2015—2016  Чемпіон за версією CBC

#### Професійні світові
- 2016—2019, 2019—2021  Чемпіон світу за версією IBF
- 2017—2019, 2019—2021  Чемпіон світу за версією IBO
- 2017—2019, 2019—2021  Чемпіон світу за версією WBA Super
- 2018—2019, 2019—2021  Чемпіон світу за версією WBO

#### Нагороди
Найперспективніший боксер року за версією авторитетного журналу «Ринг» (2014).

#### Рекорди
Другий важкоатлет в історії боксу, який виграв професійний чемпіонський титул, будучи діючим Олімпійським чемпіоном у суперважкій вазі (після Джо Фрейзера). Перший британський важковаговик, який став чемпіоном після перемоги на Олімпійських іграх. Інший британський важковаговик, який раніше став чемпіоном після Олімпіади, Леннокс Льюїс отримав золоту олімпійську медаль, захищаючи кольори Канади.

## Особисте життя
Свій 27-й день народження Ентоні відзначив у лондонському клубі Playboy, де відпочив у компанії друзів і сексуальних дівчат-«кроликів». Джошуа неодружений і дівчини у нього немає.
Довгий час перебував у відносинах із Ніколь Осборн. Вона інструктор з йоги і танцівниця на пілоні. Відносини у пари нерівні, вони то розлучалися, то сходилися назад. 6 жовтня 2015 року у Ентоні і Ніколь народився син Джозеф Бейлі.
Ентоні купив Ніколь квартиру в Лондоні за 500 000 £.

## Поза рингом
Наприкінці 2016 року відкрив власний тренажерний зал — BRX London, який розташований у самому центрі столиці Великої Британії.
На початку 2017 року запустив власну «елітну серію» спортивних добавок.

## Цікаві факти
- Щодня проводить у залі по 14 годин.
- Мама Джошуа не дуже-то раділа, що її син вирішив стати боксером. Вона не приходить на його поєдинки ось уже п'ять років, відтоді як побачила його поразку на аматорському чемпіонаті світу в 2011 році.
- Ентоні кілька разів заарештовували за вуличні бійки і штрафували за божевільні гонки на дорогах у нетверезому стані.
- У 2011 році був заарештований за зберігання та розповсюдження наркотиків. За рішенням суду він був засуджений до позбавлення волі строком на два  роки [27].
- Ентоні народився 15 жовтня — в один день із першим чемпіоном світу з боксу Джоном Салліваном.
- Його кумири — Мухаммед Алі і Конор Мак-Грегор[28].